# الشاعر والعالم
الشاعر والعالم هو كتاب يضم مختارات شعرية للشاعرة البولندية فيسوافا شيمبورسكا، الفائزة بـجائزة نوبل في الأدب عام 1996. صدر الكتاب عن دار المدى بدمشق، بترجمة هاتف الجنابي مباشرة عن اللغة البولندية، ويحتوي على قصائد منتقاة من ثمانية دواوين صدرت بين 1957 و1993، إضافة إلى قصائد جديدة ومقدمة تحليلية.

## خلفية
يحمل الكتاب عنوان المحاضرة التي ألقتها شيمبورسكا أثناء تسلمها جائزة نوبل في ستوكهولم، والتي طرحت فيها رؤيتها للعلاقة بين الشعر والعالم بأسلوب ساخر وعميق. وقد تم اختيار القصائد بعناية لتعكس تطور تجربتها الشعرية على مدى أربعة عقود.

## محتوى والخصائص
تمتاز القصائد بسخرية دقيقة وتأمل وجودي وإنساني، وتتناول موضوعات مثل المصير، والتاريخ، والعلم، والجهل، والموت، وتطور الإنسان، بأسلوب يقوم على المفارقة والتبسيط الذكي. اتسمت قصائد شيمبورسكا بجمل قصيرة ومحكمة، وبتجنّب المباشرة والخطابية. وكانت تستخدم الاستعارة لتوسيع الرؤية، لا لإخفاء المعنى. كما أن قصائدها قصيرة نسبيًا، لكنها كثيفة من حيث المعنى والتأثير.

## التلقي والنقد
أثار فوزها بـجائزة نوبل نقاشًا حول شهرتها مقارنة بزملائها من نفس الجيل مثل زبيغنيف هربرت وتادوش روجيفيتش، لكن عددًا من النقاد اعتبرها صوتًا متفرّدًا في الشعر العالمي. وقد سبق أن تُرجم شعرها إلى العربية في مجلات مثل الثقافة الأجنبية العراقية.

## الموقع الشعري
تميّزت شيمبورسكا بابتعادها عن الأدلجة، ورفضت الانخراط في تيارات أدبية أو سياسية. بعد بدايات قصيرة في إطار الواقعية الاشتراكية، انطلقت في مسار فردي يقوم على الحرية الفنية والإنسانية، مما منحها تفردًا واضحًا. تركت شيمبورسكا تأثيرًا عالميًا رغم ابتعادها عن الشهرة. تأثرت في بعض ملامحها بـإميلي ديكنسون وكافافي، لا سيما في النزعة التأملية الساخرة واللغة المكثفة.